# Algarve-Cup 2004
Der Algarve-Cup 2004 war die elfte Austragung des jährlich stattfindenden Turniers für Frauenfußball-Nationalmannschaften und fand zwischen dem 14. und 20. März 2004 an der portugiesischen Algarve statt. Der Titelverteidiger aus den USA gewann das Turnier vor Norwegen und Frankreich.

## Teilnehmende Mannschaften
An dem Einladungsturnier nahmen 2004 zwölf Mannschaften teil. Erstteilnehmer sind kursiv gekennzeichnet.
| - Dänemark - Finnland - Frankreich - Griechenland - Italien - Nordirland | - Norwegen - Portugal (Gastgeber) - Schweden - USA (Titelverteidiger) - China - Wales |

## Turnierverlauf
Die zwölf teilnehmenden Mannschaften wurden in drei Gruppen aufgeteilt und trafen in einem Rundenturnier aufeinander. Dabei wurden die acht stärksten Mannschaften den Gruppen A und B zugeteilt, die vier schwächsten Mannschaften traten in Gruppe C gegeneinander an. In der anschließenden Finalrunde spielten die Gruppensieger der Gruppen A und B im Finale um den Turniersieg, die Zweiten und Dritten dieser Gruppen um die Plätze drei und fünf. Der beste Vierte der Gruppen A und B trat gegen den Sieger der Gruppe C im Spiel um Platz sieben an, die schlechteste Mannschaft der Gruppen A und B gegen den Zweitplatzierten der Gruppe C im Spiel um Platz neun, während die dritt- und viertplatzierten Mannschaften der Gruppe C in einem Spiel um den elften Platz aufeinander trafen.

### Gruppenphase
Gruppe A
| Pl. | Land       | Sp. | S | U | N | Tore    | Diff. | Punkte |
| --- | ---------- | --- | - | - | - | ------- | ----- | ------ |
| 1.  | USA        | 3   | 2 | 0 | 1 | 007:400 | +3    | 06     |
| 2.  | Frankreich | 3   | 2 | 0 | 1 | 005:500 | ±0    | 06     |
| 3.  | Schweden   | 3   | 2 | 0 | 1 | 004:400 | ±0    | 06     |
| 4.  | Dänemark   | 3   | 0 | 0 | 3 | 000:300 | −3    | 0      |

|                            |   |            |     |
| 14. März 2004 in Ferreiras |   |            |     |
| Dänemark                   | – | Schweden   | 0:1 |
| USA                        | – | Frankreich | 5:1 |
| 16. März 2004 in Quarteira |   |            |     |
| Dänemark                   | – | USA        | 0:1 |
| Schweden                   | – | Frankreich | 0:3 |
| 18. März 2004 in Silves    |   |            |     |
| Dänemark                   | – | Frankreich | 0:1 |
| 18. März 2004 in Lagos     |   |            |     |
| Schweden                   | – | USA        | 3:1 |

Gruppe B
| Pl. | Land     | Sp. | S | U | N | Tore    | Diff. | Punkte |
| --- | -------- | --- | - | - | - | ------- | ----- | ------ |
| 1.  | Norwegen | 3   | 2 | 1 | 0 | 007:100 | +6    | 07     |
| 2.  | Italien  | 3   | 2 | 0 | 1 | 003:400 | −1    | 06     |
| 3.  | China    | 3   | 1 | 1 | 1 | 004:100 | +3    | 04     |
| 4.  | Finnland | 3   | 0 | 0 | 3 | 002:100 | −8    | 0      |

|                         |   |          |     |
| 14. März 2004 in Guia   |   |          |     |
| Norwegen                | – | Finnland | 4:1 |
| Italien                 | – | China    | 1:0 |
| 16. März 2004 in Olhão  |   |          |     |
| Norwegen                | – | Italien  | 3:0 |
| Finnland                | – | China    | 0:4 |
| 18. März 2004 in Silves |   |          |     |
| Norwegen                | – | China    | 0:0 |
| 18. März 2004 in Lagos  |   |          |     |
| Finnland                | – | Italien  | 1:2 |

Gruppe C
| Pl. | Land         | Sp. | S | U | N | Tore    | Diff. | Punkte |
| --- | ------------ | --- | - | - | - | ------- | ----- | ------ |
| 1.  | Portugal     | 3   | 2 | 0 | 1 | 007:300 | +4    | 06     |
| 2.  | Wales        | 3   | 2 | 0 | 1 | 006:400 | +2    | 06     |
| 3.  | Griechenland | 3   | 2 | 0 | 1 | 003:300 | ±0    | 06     |
| 4.  | Nordirland   | 3   | 0 | 0 | 3 | 001:700 | −6    | 0      |

|                            |   |              |     |
| 14. März 2004 in Faro      |   |              |     |
| Griechenland               | – | Wales        | 1:0 |
| Portugal                   | – | Nordirland   | 2:0 |
| 16. März 2004 in Albufeira |   |              |     |
| Nordirland                 | – | Griechenland | 0:2 |
| Portugal                   | – | Wales        | 2:3 |
| 18. März 2004 in Guia      |   |              |     |
| Wales                      | – | Nordirland   | 3:1 |
| 18. März 2004 in Faro      |   |              |     |
| Portugal                   | – | Griechenland | 3:0 |

### Finalrunde
Spiel um Platz 11
|                             |   |            |     |
| 20. März 2004 in Montechoro |   |            |     |
| Griechenland                | – | Nordirland | 2:0 |

Spiel um Platz 9
|                            |   |          |     |
| 20. März 2004 in Ferreiras |   |          |     |
| Wales                      | – | Finnland | 0:4 |

Spiel um Platz 7
|                        |   |          |     |
| 20. März 2004 in Loulé |   |          |     |
| Portugal               | – | Dänemark | 0:1 |

Spiel um Platz 5
|                        |   |       |                |
| 20. März 2004 in Olhão |   |       |                |
| Schweden               | – | China | 1:1, 5:4 i. E. |

Spiel um Platz 3
|                       |   |         |                |
| 20. März 2004 in Faro |   |         |                |
| Frankreich            | – | Italien | 3:3, 4:3 i. E. |

### Finale
| USA                                           | USA | Norwegen | Norwegen |
| --------------------------------------------- | --- | --- | -------- |
| USA                                           | \| 20. März 2004 in Faro/Loulé (Estádio Algarve) \| \| Ergebnis: 4:1 (3:1) \| \| Zuschauer: 1.500 \| \| Schiedsrichterin: Anri Hanninen ( Finnland) \| \| Spielbericht \| | \| 20. März 2004 in Faro/Loulé (Estádio Algarve) \| \| Ergebnis: 4:1 (3:1) \| \| Zuschauer: 1.500 \| \| Schiedsrichterin: Anri Hanninen ( Finnland) \| \| Spielbericht \| | Norwegen |
| USA                                           | Briana Scurry • Christie Rampone, Cat Reddick, Heather Mitts, Kate Markgraf • Julie Foudy , (77. Shannon MacMillan), Shannon Boxx, Lindsay Tarpley (68. Aly Wagner), Angela Hucles (71. Leslie Osborne) • Abby Wambach, Mia Hamm (82. Cindy Parlow) Cheftrainerin: April Heinrichs | Bente Nordby • Gunhild Følstad, Ane Stangeland Horpestad, Anne Tønnessen (59. Ingvild Stensland), Marit Fiane Christensen (86. Ann-Iren Mørkved) • Hege Riise (91. Lene Espedal), Solveig Gulbrandsen, Unni Lehn, Elisabeth Fagereng (74. Kristine Edner) • Tonje Hansen, Heidi Pedersen (82. Elene Moseby) Cheftrainer: Age Steen | Norwegen |
| USA                                           | 1:0 Abby Wambach (30.) 2:1 Abby Wambach (39.) 3:1 Lindsay Tarpley (42.) 4:1 Abby Wambach (51.) | 1:1 Hege Riise (38.) | Norwegen |
| USA                                           | Abby Wambach, Mia Hamm, Aly Wagner | Unni Lehn | Norwegen |
| 20. März 2004 in Faro/Loulé (Estádio Algarve) | | |          |
| Ergebnis: 4:1 (3:1)                           | | |          |
| Zuschauer: 1.500                              | | |          |
| Schiedsrichterin: Anri Hanninen ( Finnland)   | | |          |
| Spielbericht                                  | | |          |